# كارين إردمان
كارين إردمان (بالألمانية: Karin Erdmann)‏ هي رياضياتية ألمانية، ولدت في 3 أكتوبر 1948.